# Клятва вірності прапору США

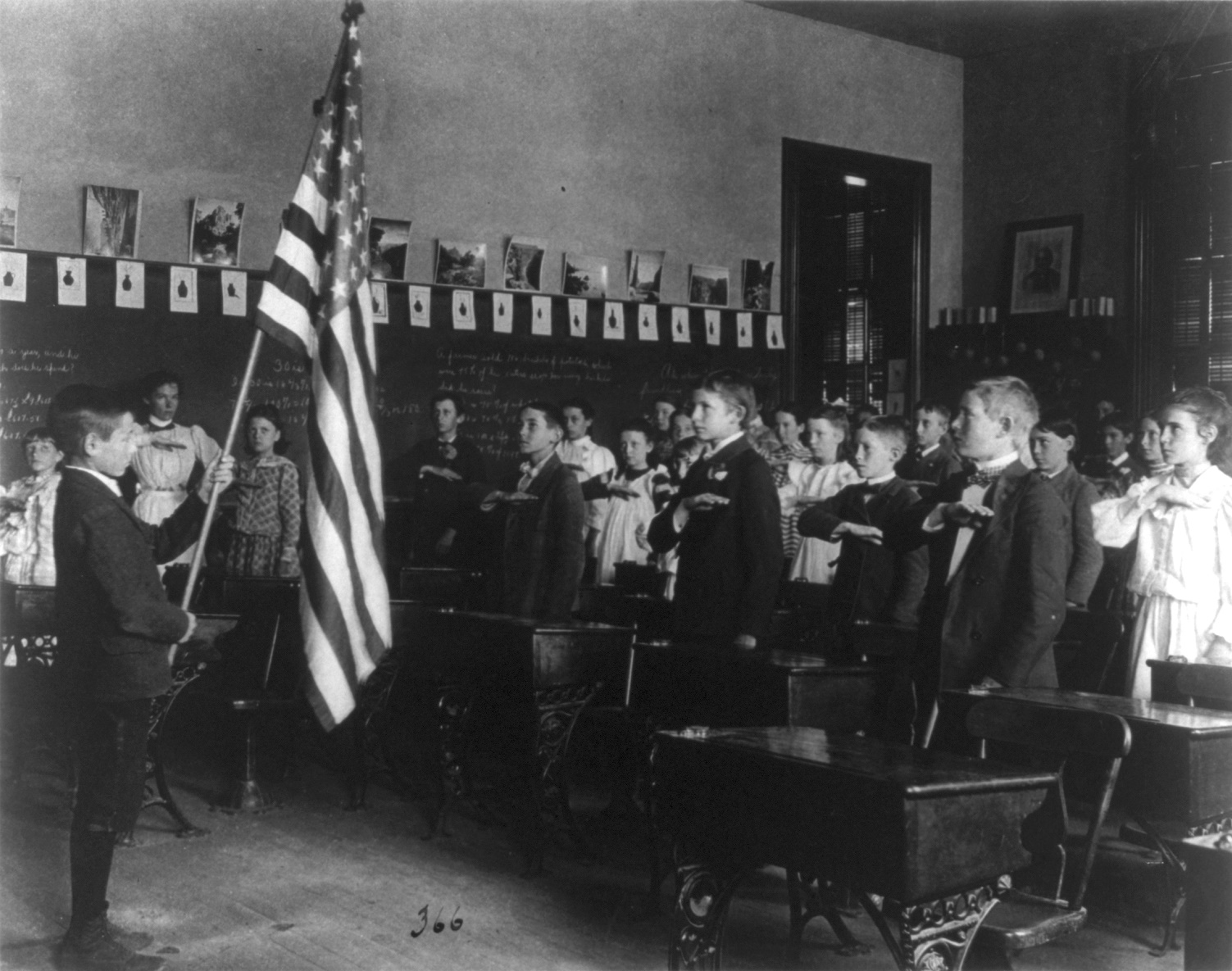
Перед клятвою вірності в День прапора у США. 1899 рік

Клятва вірності американському прапору (англ. Pledge of Allegiance, Клятва вірності) — клятва американців у відданості своїй країні, яку вони виголошують перед прапором США.

## Історія

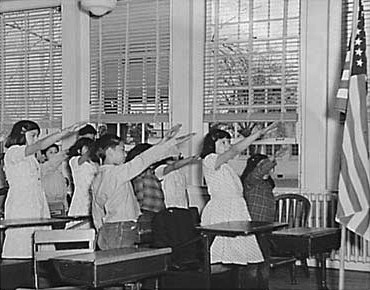
Діти дають клятву вірності прапору США (1941 рік)

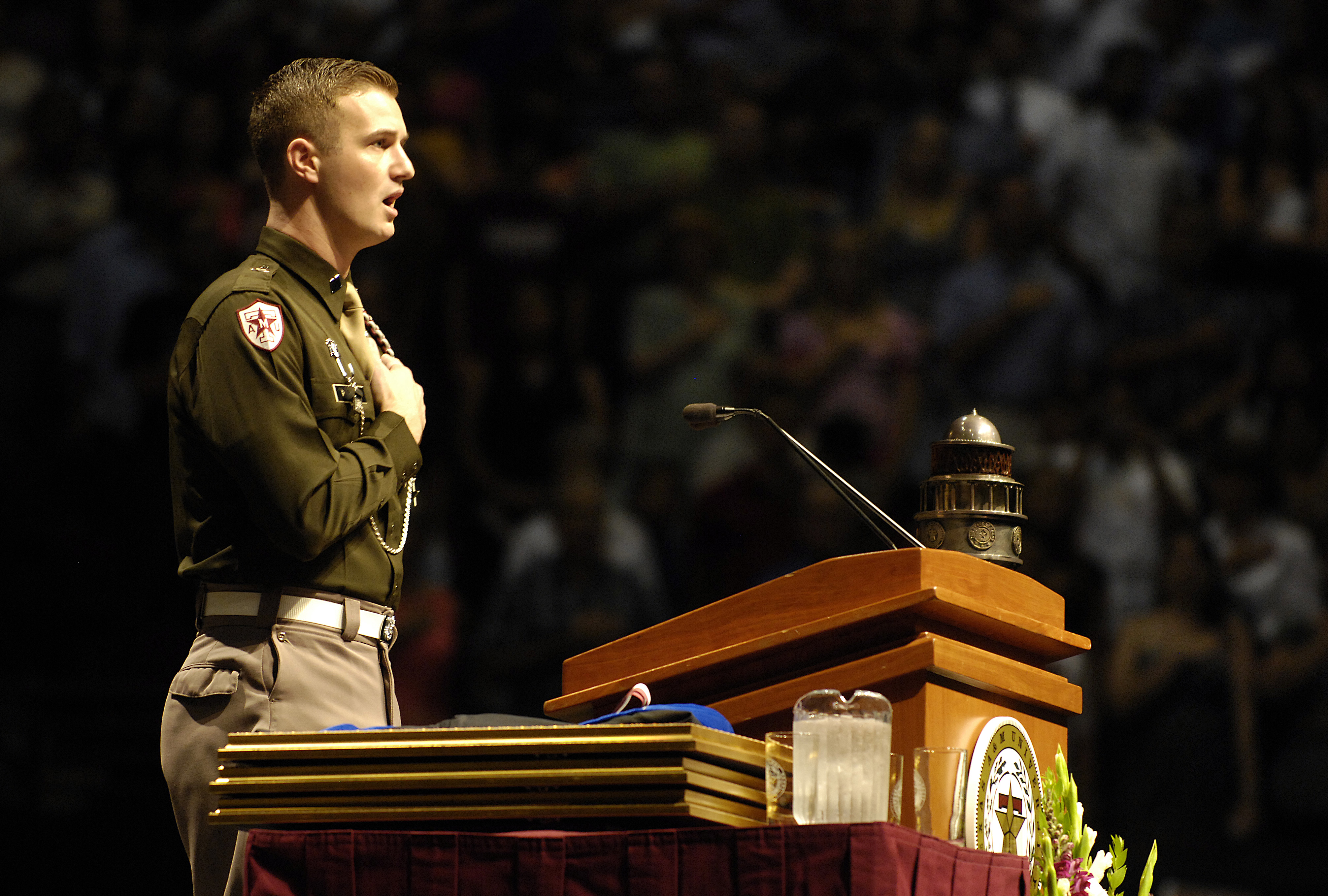
Сучасний варіант жесту при клятві вірності прапору США

Клятву написав християнський соціаліст Френсіс Белламі в 1892 році до 400-річчя відкриття Америки. Уперше її виголосили школярі в державних школах на ювілейних урочистостях у День Колумба в жовтні 1892 року під час церемонії підняття державного прапора. Перший текст був таким:

Я клянусь у вірності моєму прапору й республіці, яку він символізує: єдиної неділимої нації зі свободою та справедливістю для всіх.

Хоча клятву опублікували без підпису й авторським правом вона не захищена, відомо, що автором цього тексту був голова Національного комітету Френсіс Белламі, який планував ювілейні урочистості. Він працював у журналі для молоді, де й надрукували текст клятви з описом супровідного жесту.
За сигналом керівника учні шикуються в шеренги, руки з боків донизу, рівняння на прапор. За другим сигналом кожен учень віддає честь у військовому вітанні — праву руку підіймають долонею вниз до лінії лоба і торкаються його. Стоячи таким чином, усі повільно повторюють разом: «Я клянуся у вірності моєму прапору і республіці, яку він символізує: єдиної неподільної нації зі свободою та справедливістю для всіх». При словах «моєму прапору» права рука витончено підіймається долонею вгору, у сторону прапора, і залишається в цьому жесті до кінця клятви, після чого всі відразу ж опускають руки з боків униз.
— The Youth’s Companion, 65 (1892): 446–447
Автором жесту був Джеймс Апгем, який працював у видавництві, де друкували цей журнал. Ритуал клятви стали називати «салют Белламі».
У 1923 році нечіткий вираз «мій прапор» замінили на більш певний: «прапор Сполучених Штатів», тому що для прибулих іммігрантів він набував двозначності і міг позначати прапор тієї країни, звідки вони приїхали. У 1924 році цю фразу ще конкретизували: «прапор Сполучених Штатів Америки».
22 червня 1942 року клятва отримала офіційне визнання Конгресу, її включили до Кодексу про прапор США. При цьому змінився жест — клятву прапору стали вимовляти, поклавши праву руку долонею на серці.
У 1945 році вона отримала свою офіційну назву: «Клятва вірності прапору».
У 1954 році в текст клятви внесли останню зміну: після слів «одна нація» за прийнятим Конгресом законом додали слова «під Богом».
У 2002 році Апеляційний суд дев'ятого округу США виніс рішення про неконституційність тексту клятви на підставі того, що згадка Бога порушує один з пунктів Першої поправки до Конституції США, що забороняє Конгресу видавати закони, які встановлюють державну релігію. У 2004 році Верховний Суд США скасував це рішення з процесуальних мотивів без розгляду конституційності тексту клятви.
У 2005 році Апеляційний суд дев'ятого округу США після повторної подачі батьками дітей групового позову знову ухвалив рішення про неконституційність клятви і постановив, що в школах, де вчаться діти заявників по справі, «Клятву вірності прапору» читати не можна.

## Текст клятви
Сучасний текст клятви вірності прапору США:

Я клянусь у вірності прапору Сполучених Штатів Америки і республіці, яку він символізує, однієї нації під Богом, неподільної, зі свободою та справедливістю для всіх.
Оригінальний текст (англ.)
I pledge allegiance to the flag of the United States of America and to the Republic for which it stands, one Nation under God, indivisible, with liberty and justice for all.

## Ритуал
Військове вітання для цивільних осіб було замінено жестом «рука у серця»: перед клятвою долоню правої руки тильною стороною спрямовували вниз на рівні грудей. Починали вимовляти текст клятви. При словах «моєму прапору» рука різко скидалася вгору і залишалася в такому положенні до кінця клятви. Цей жест називали «салют Белламі».
У 1942 році в зв'язку зі схожістю «салюту Белламі» з нацистським вітанням Конгрес ухвалив рішення надалі вимовляти клятву, поклавши праву руку долонею на серце.
Кодекс про прапор США встановив також ритуал для чоловіків у головних уборах (знімати головний убір правою рукою і, торкаючись їм лівого плеча, тримати праву руку на серці), а також для військових (стояти обличчям до прапора по стійці струнко і виконувати військове вітання).
Відповідно до Кодексу про прапор США, тепер будь-які зміни в тексті клятви повинні виконуватися за згодою президента.

## Практика
Незважаючи на те, що Верховний суд США в 1943 році ухвалив, що дітей не можна примушувати до виголошення клятви, на практиці школярам і вихованцям дитячих садків на всій території США і понині доводиться вимовляти її щоранку під керівництвом і за безпосередньої участі вчителів або вихователів.
У той же час практика застосування ритуалу вельми різноманітна. Так, наприклад, у штаті Техас, окрім клятви вірності американському прапору вимовляють аналогічну клятву вірності прапору штату Техас. У штаті Міссурі школярі виголошують клятву не щодня, а раз на тиждень, а у штаті Міссісіпі — раз на місяць. З 50-ти американських штатів у 33-х виголошення клятви вірності законодавчо затверджено, причому в 11-ти з них вимовляють початковий варіант клятви, де Бога не згадують. У шести штатах клятва до виголошення не рекомендована, а в інших 11-ти адміністрація кожної школи вирішує це питання самостійно.
Клятва вірності також звучить на офіційних заходах і церемоніях отримання громадянства США.

## Клятва в культурі
- На самому початку американського фільму «Правосуддя для всіх» (англ. …And Justice for All дитячий голос вимовляє за кадром Клятву вірності прапору США. На останніх словах клятви з'являється назва фільму, що повторює останню строку клятви (для радянського прокату слово justice було переведено як «правосуддя»). Фільм розповідає про формалізм і бездушність судової системи США, яка працює всупереч словам прочитаної клятви, про безуспішну боротьбу головного героя, адвоката, за ідеали, проголошені в цій клятві.
- Назва четвертого альбому групи Metallica цитує останній рядок клятви.
- Пісня «School Daze» американської рок-групи WASP починається з запису дітей, які скандували клятву. Центральні рядки пісні — протест проти лицемірного проголошення клятви … I pledge no allegiance and I bet, they gonna drive me crazy yet, I'm dying here and trying to be free.
- У пісні «One Nation» групи Soulfly вступом і завершенням служать голоси дітей, які скандували клятву.
- У коміксі «Preacher» одна з глав, називається як і останні слова клятви вірності прапору «І справедливість для всіх».
- У пісні «Mosh» Eminem-a вступом служать голоси дітей, які скандують клятву (не до кінця).
- В американському телесеріалі «Місто хижачок» (другий сезон серія 17) головна героїня Джулс Кобб (Кортні Кокс) двічі робить помилку при вимові Клятви вірності американському прапору.
- В одній із серій мультсеріалу «Ґравіті Фолз» (1 сезон 8 серія) в секретному документі уряду США було сказано, що той «хто скаже клятву вірності навпаки, отримає магічні здібності».
- У серіалі «Всі ненавидять Кріса» не раз згадують проголошення клятви школярами, у тому числі в реперському стилі.
- У фільмі «Неділимі» (англ. Indivisible[en] , 2018) дитячі голоси за кадром вимовляють текст клятви на самому початку фільму: текст клятви перегукується з назвою фільму.
- У книзі Гленна Грінвальда "With Liberty and Justice for Some: How the Law Is Used to Destroy Equality and Protect the Powerful " обігруються слова з клятви вірності прапору США з підміною слів «для всіх» на «для деяких» (англ. for some)
- У телесеріалі «Дитинство Шелдона» (2 сезон, 19 епізод) Шелдон Купер, ставши президентом школи, намагається прибрати з клятви слова «під Богом».